# Wilhelm Daniel Keidel
Wilhelm Daniel Keidel (ur. 26 września 1762 w Bockenem, zm. ok. 1850 w Wiedniu) – niemiecki prawnik, kupiec i przedsiębiorca, oraz dyplomata gdański.
Obywatel Bremy. Skończył uniwersyteckie studia prawnicze uzyskując tytuł doktora praw. W Bremie prowadził kantor handlu z Ameryką Północną oraz fabrykę wyrobów tytoniowych. W okresie I Wolnego Miasta Gdańska pełnił funkcję rezydenta Gdańska w Paryżu (1811–1814). Reprezentował też interesy Gdańska na Kongresie wiedeńskim, lecz bez powodzenia (1814-).